# Mjesečev grah
Mjesečev grah (lima grah; lat. Phaseolus lunatus), vrsta je graha, jednogodišnja ili višegodišnja penjačica ili puzeća biljka raširena od Meksika pa preko Srednje Amerike do Kolumbije.
Biljka raste kao trajnica u tropima, a drugdje se obično uzgaja kao jednogodišnja biljka zbog jestivih sjemenki. Podrijetlom iz Srednje Amerike. Lima grah je od komercijalne važnosti u nekoliko zemalja izvan Amerike. Postoji širok raspon veličine i oblika mahune te veličine sjemena, oblika, debljine i boje u obliku grma i penjačica. Mahune su široke, plosnate i blago zakrivljene. Sam grah lima se lako razlikuje po karakterističnim finim izbočinama u omotaču sjemena koji se šire iz "oka". “Butter beans” i “divovski bijeli grah” neke su dobro poznate sorte lima graha.
- P. lunatus
- P. lunatus
- P. lunatus
- P. lunatus

## Sinonimi
Postoje mnogobrojni sinonimi.